# شینا توستا
شینا توستا (انگلیسی: Sheena Tosta؛ زادهٔ october ۱, ۱۹۸۲ (۴۲ سال)) ورزشکار دو و میدانی اهل ایالات متحده آمریکا است.